# 김천 구화사 석조비로자나불좌상
김천 구화사 석조비로자나불좌상(金泉 九華寺 石造毘盧遮那佛坐像)은 대한민국 경상북도 김천시 교동, 구화사에 있는 불상이다. 2017년 1월 5일 경상북도의 문화재자료 제652호로 지정되었다.

## 개요
이 불상은 상(像) 전체가 하나의 돌로 이루어진 불석재의 비로자나불좌상이다. 높이 72cm, 슬폭 47.2cm 크기이며, 전체 크기에 비해 머리가 매우 크게 조각되어 있다. 육계(肉髻) 또한 머리가 구별되지 않을 정도로 크게 표현되었으며 원기둥 형태의 계주가 정상에 있다. 수인(手印)은 왼손이 오른손을 감싼 지권인인데 손가락이 위가 아닌 앞을 향하고 있다. 또한 오른발 엄지발가락 일부가 노출되도록 표현된 점은 조선 후기 불상에서는 매우 이례적인 것으로, 이 불상의 양식적 특징들은 17세기 후반에 활동한 금문(金文)의 작풍과 유사하다고 판단된다.
복장물(腹藏物)이 모두 도난을 당하여 원래의 봉안처나 제작연도 등을 특정할 수는 없지만, 법령-혜희·조능-금문 등으로 이어진 조각승 유파의 특징이 발현된 조선 후기의 작품으로서 자료적 가치가 있다고 판단되므로 문화재자료로 지정한다.

## 지정 내역
| 일련번호        | 명칭                           | 재료 | 구조·형식 ·형태 | 규격(cm)                 | 수량 | 기타 특징                   |
| --------------- | ------------------------------ | ---- | --------------- | ------------------------ | ---- | --------------------------- |
| 文化財 資料 652 | 金泉 九華寺 石造毘盧遮那佛坐像 | 석조 | 坐像            | 상고 72.0cm, 슬폭 47.2cm | 1軀  | 제작연대 : 17세기 후반 추정 |

## 참고 자료
- 김천 구화사 석조비로자나불좌상 - 국가유산청 국가유산포털